# South Venice
South Venice – jednostka osadnicza w Stanach Zjednoczonych, w stanie Floryda, w hrabstwie Sarasota.